# Key Tower
Key Tower là một toàn nhà cao tầng tại Public Square, trung tâm Cleveland, Ohio, Hoa Kỳ. Thiết kế tòa nhà này là kiến trúc sư César Pelli. Key Tower là tòa nhà cao nhất của thành phố Cleveland và bang Ohio, cao thứ 16 tại Hoa Kỳ. Tòa nhà này được xây xong năm 1991. Tên ban đầu của Key Tower là Society Center nhưng đã được đổi tên khi Key Bank mua Society Bank. Key Tower thuộc sở hữu của Richard E. Jacobs Group. Trụ sở của Key Bank chiếm phần lớn diện tích tòa nhà này. Key Tower có chiều cao 289 m, 57 tầng. Đến năm 2008, đây là tòa nhà cao thứ 48 thế giới.